# Lateolabrax
Lateolabrax is een geslacht van straalvinnige vissen uit de familie van Aziatische zaagbaarzen (Lateolabracidae).

## Soorten
- Lateolabrax japonicus (Cuvier in Cuvier and Valenciennes, 1828) – Japanse zeebaars
- Lateolabrax latus (Katayama, 1957)